# Festuca pallens
Festuca pallens là một loài thực vật có hoa trong họ Hòa thảo. Loài này được Host mô tả khoa học đầu tiên năm 1802.

## Hình ảnh

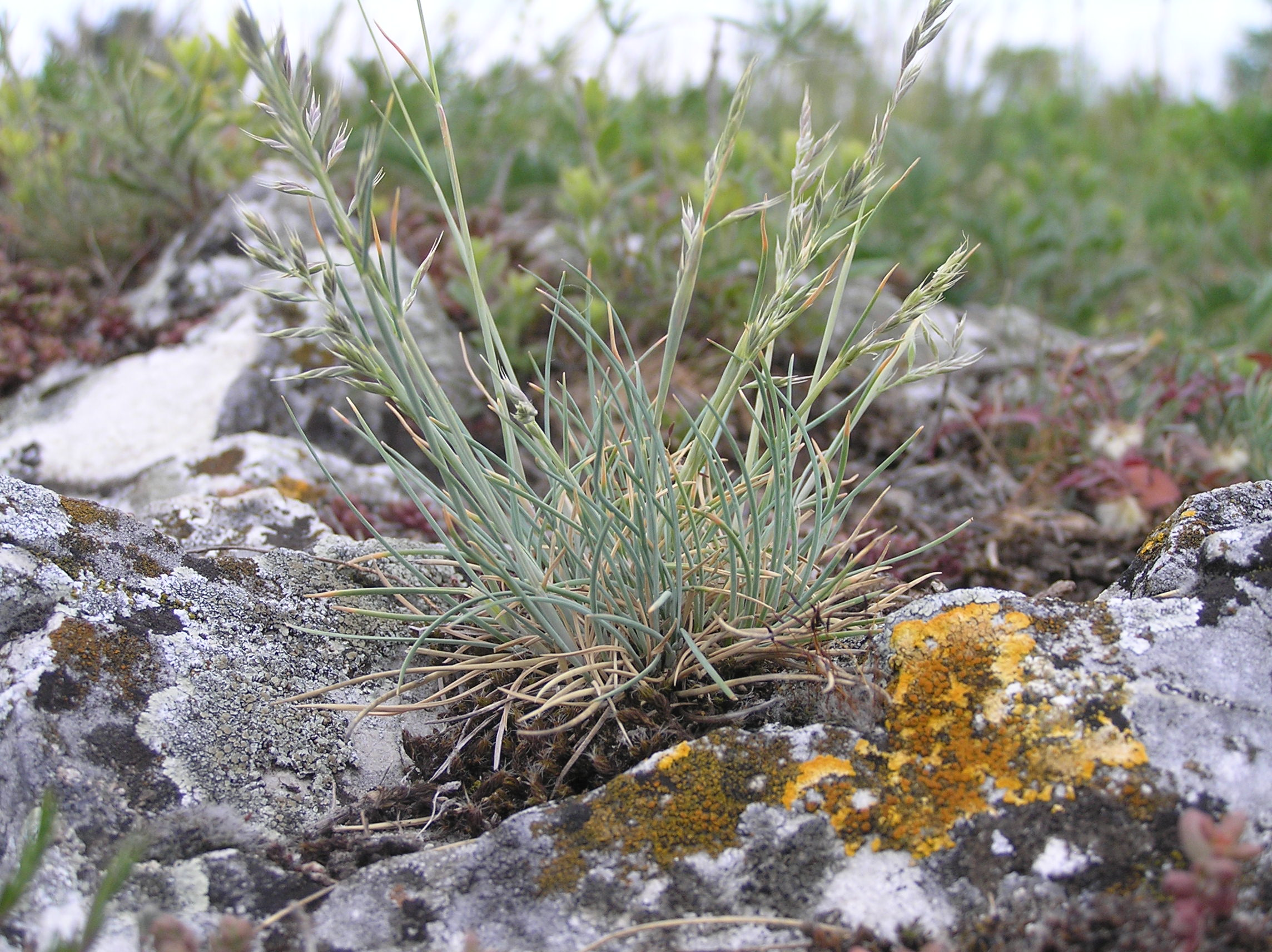